# Déo Kanda
Déogracias Kanda A Mukok (Matadi, Bajo Congo, 11 de agosto de 1989) es un futbolista congoleño. Juega de delantero y su equipo actual es el TP Mazembe de la Linafoot de la República Democrática del Congo.

## Trayectoria

### Clubes
| Club                  | País                            | Año             |
| --------------------- | ------------------------------- | --------------- |
| DC Motema Pembe       | República Democrática del Congo | 2007 - 2009     |
| TP Mazembe            | República Democrática del Congo | 2009 - 2013     |
| Raja Casablanca       | Marruecos                       | 2013 - 2014     |
| AS Vita Club          | República Democrática del Congo | 2014 - 2015     |
| AE Larisa             | Grecia                          | 2015            |
| TP Mazembe            | República Democrática del Congo | 2015 - Presente |
| 4 de Abril (préstamo) | Angola                          | 2016            |

### Selección nacional
| Selección | País                            | Año             |
| --------- | ------------------------------- | --------------- |
| Sub-23    | República Democrática del Congo | 2011            |
| Absoluta  | República Democrática del Congo | 2011 - Presente |

## Palmarés

### Títulos nacionales
| Título   | Club       | País                            | Año  |
| -------- | ---------- | ------------------------------- | ---- |
| Linafoot | TP Mazembe | República Democrática del Congo | 2011 |
| Linafoot | TP Mazembe | República Democrática del Congo | 2012 |
| Linafoot | TP Mazembe | República Democrática del Congo | 2014 |
| Linafoot | TP Mazembe | República Democrática del Congo | 2016 |

### Títulos internacionales
| Título                       | Club       | Sede (*)   | Año  |
| ---------------------------- | ---------- | ---------- | ---- |
| Liga de Campeones de la CAF  | TP Mazembe | Lubumbashi | 2009 |
| Supercopa de la CAF          | TP Mazembe | Lubumbashi | 2010 |
| Liga de Campeones de la CAF  | TP Mazembe | Radès      | 2010 |
| Supercopa de la CAF          | TP Mazembe | Lubumbashi | 2011 |
| Supercopa de la CAF          | TP Mazembe | Lubumbashi | 2016 |
| Copa Confederación de la CAF | TP Mazembe | Lubumbashi | 2016 |

(*) Incluyendo la selección